# Schloss Heidegg
Schloss Heidegg är ett slott i Schweiz. Det ligger i Hitzkirch kommun i kantonen Luzern, i den centrala delen av landet. Den ligger nära sjön Baldeggersee.
Närmaste samhälle är Gelfingen, sydväst om Schloss Heidegg. 
Omgivningarna runt Schloss Heidegg är en mosaik av jordbruksmark och naturlig växtlighet.